# 丸圓商店
株式会社丸圓商店（まるえんしょうてん）は、富山県を営業基盤とするスーパーマーケット「ヴァローレ」を運営する企業である。本社は富山県砺波市栄町3番4号。CGCグループに加盟している。

## 沿革
- 1963年（昭和38年）3月 - スーパーマーケット事業開始[1]。
- 1984年（昭和59年）6月 - 丸圓仕出し部を分離し、株式会社ふたつわ食品を設立[1]。
- 1989年（平成元年）7月 - 株式会社ふたつわ食品太田工場建設。
- 2000年（平成12年）2月 - 配送センターを稼働。